# قیزکرپی (شاهین‌دژ)
قیزکرپی (شاهین‌دژ) روستایی از دهستان هولاسو، بخش مرکزی، شهرستان شاهین‌دژ، استان آذربایجان غربی در جنوب شهر شاهین دژ قرار دارد.